# 琵琶湖要塞1997
『琵琶湖要塞1997』（びわこようさい いちきゅうきゅうなな）は、荒巻義雄による小説である。『要塞シリーズ』第4部で、『阿蘇要塞1995』の続編である。
人工天体「グロブロー」上に展開された戦争シミュレーション世界「コード1997」を舞台に、シリーズ当初は味方であったIBM軍との戦いを含め、全世界にわたる日本列島防衛軍の戦いが描かれる。
前作までとの違いとしては、外交的要素の本格的導入がある。また、前作から引き続き作中への読者参加が行われている。
本作をもって『要塞シリーズ』第1期の完結が宣言された。
中央公論社より新書版（全6巻）が刊行され、後に中公文庫版（全6巻）も発売された。
また、荒巻義雄原作、夢野れい作画により劇画化された（中央公論社）。

## 概要

### 書誌情報
- 琵琶湖要塞1997 1「水中要塞覚醒篇」
  - 新書版ISBN 978-4125001708 文庫版ISBN 978-4122023482
- 琵琶湖要塞1997 2「国後・択捉強襲篇」
  - 新書版ISBN 978-4125001760 文庫版ISBN 978-4122023741
- 琵琶湖要塞1997 3「超飛行艇海煌出撃篇」
  - 新書版ISBN 978-4125001821 文庫版ISBN 978-4122023994
- 琵琶湖要塞1997 4「天山回廊長征篇」
  - 新書版ISBN 978-4125001869 文庫版ISBN 978-4122024212
- 琵琶湖要塞1997 5「北極氷原血戦篇」
  - 新書版ISBN 978-4125001913 文庫版ISBN 978-4122024397
- 琵琶湖要塞1997 6「二千年紀末平和創造篇」
  - 新書版ISBN 978-4125002231 文庫版ISBN 978-4122024700

- 劇画版
  - 琵琶湖要塞1997 第1巻 ISBN 4-12-410441-3
  - 琵琶湖要塞1997 第2巻 ISBN 4-12-410442-1
  - 琵琶湖要塞1997 第3巻 ISBN 4-12-410443-X